# Xã Middletown, Quận Delaware, Pennsylvania
Xã Middletown (tiếng Anh: Middletown Township) là một xã thuộc quận Delaware, tiểu bang Pennsylvania, Hoa Kỳ. Năm 2010, dân số của xã này là 15.807 người.